# 菲西安 (伊利諾伊州)
菲西安（英語：Fithian）是位於美國伊利諾伊州弗米利恩縣的一個村落。

## 地理
菲西安的座標為40°06′52″N 87°52′31″W / 40.11444°N 87.87528°W，而該地最高點為海拔高度202米（即663英尺）。

## 人口
根據2010年美國人口普查的數據，菲西安的面積為0.99平方千米，當中陸地面積為0.99平方千米，而水域面積為0.00平方千米。當地共有人口485人，而人口密度為每平方千米489人。